# Folsom Field
Le Folsom Field est un stade de football américain de 53750 places situé sur le campus de l'Université du Colorado à Boulder, Colorado. L'équipe de football américain universitaire des Colorado Buffaloes évolue dans cette enceinte.
Ce stade est la propriété de l'Université du Colorado.

## Histoire
Le stade a été construit en 1924 et accueille les Colorado Buffaloes depuis cette date. Il fut d'abord nommé Colorado Stadium pendant les vingt premières années et fut rebaptisé en 1944 à la suite de la mort de l'ancien entraineur des Buffaloes Fred Folsom.
Le stade a aussi accueilli les concerts de grands groupes de musique : The Rolling Stones, The Who, Paul McCartney, Eagles, Van Halen, The Beach Boys, Grateful Dead, The Doobie Brothers, Jethro Tull, John Mellencamp et le Dave Matthews Band.